# WrestleMania 21
WrestleMania 21 was een professioneel worstel-pay-per-viewevenement dat georganiseerd werd door de World Wrestling Entertainment. Dit evenement was de 21e editie van WrestleMania en vond plaats in de Staples Center in Los Angeles op 3 april 2005.

## Matchen
| Nr.                                                                          | Match | Winnaar(s)        |
| ---------------------------------------------------------------------------- | --- | ----------------- |
| 1                                                                            | Rey Mysterio vs. Eddie Guerrero in een een-op-eenmatch                                                                                      | Rey Mysterio      |
| 2                                                                            | Shelton Benjamin vs. Chris Benoit vs. Edge vs. Chris Jericho vs. Christian (met Tyson Tomko) vs. Kane in een Money in the Bank ladder match | Edge              |
| 3                                                                            | The Undertaker vs. Randy Orton (met "Cowboy" Bob Orton) in een een-op-eenmatch                                                              | The Undertaker    |
| 4                                                                            | Trish Stratus (c) vs. Christy Hemme (met Lita) in een een-op-een match voor het WWE Women's Championship                                    | Trish Stratus (c) |
| 5                                                                            | Shawn Michaels vs. Kurt Angle in een een-op-eenmatch                                                                                        | Kurt Angle        |
| 6                                                                            | Akebono vs. The Big Show in een Sumo match                                                                                                  | Akebono           |
| 7                                                                            | John "Bradshaw" Layfield (c) vs. John Cena in een een-op-eenmatch voor het WWE Championship                                                 | John Cena (nc)    |
| 8                                                                            | Triple H (c) (met Ric Flair) vs. Batista in een een-op-eenmatch voor het World Heavyweight Championship                                     | Batista (nc)      |
| (c) huidige kampioen voor en na de match \| (nc) nieuwe kampioen na de match | |                   |